# باشگاه فوتبال ماریست
باشگاه فوتبال ماریست که قبلاً به عنوان باشگاه فوتبال ماریست فایر شناخته می‌شد، یک باشگاه فوتبال از جزایر سلیمان است که در هونیارا واقع شده‌است.
آنها برای مسابقات باشگاهی قهرمانی اقیانوسیه ۲۰۰۶ به میزبانی اوکلند، نیوزیلند که در مه ۲۰۰۶ برگزار شد، واجد شرایط شدند. ماریست در مرحله گروهی مسابقات حذف شد و در بازی افتتاحیه خود با نتیجه ۱۰–۱ به فینالیست مسابقات، پیرائه از تاهیتی شکست خورد.

## عنوان‌ها
- تلکام اس‌لیگ
  - قهرمانی (۳): ۲۰۰۶، ۲۰۰۹، ۲۰۱۶[۲]